# Veratrilla baillonii
Veratrilla baillonii är en gentianaväxtart som beskrevs av Adrien René Franchet. Veratrilla baillonii ingår i släktet Veratrilla och familjen gentianaväxter. Inga underarter finns listade i Catalogue of Life.